# 恩滕湖
53°38′48″N 11°59′42″E / 53.64662°N 11.995°E

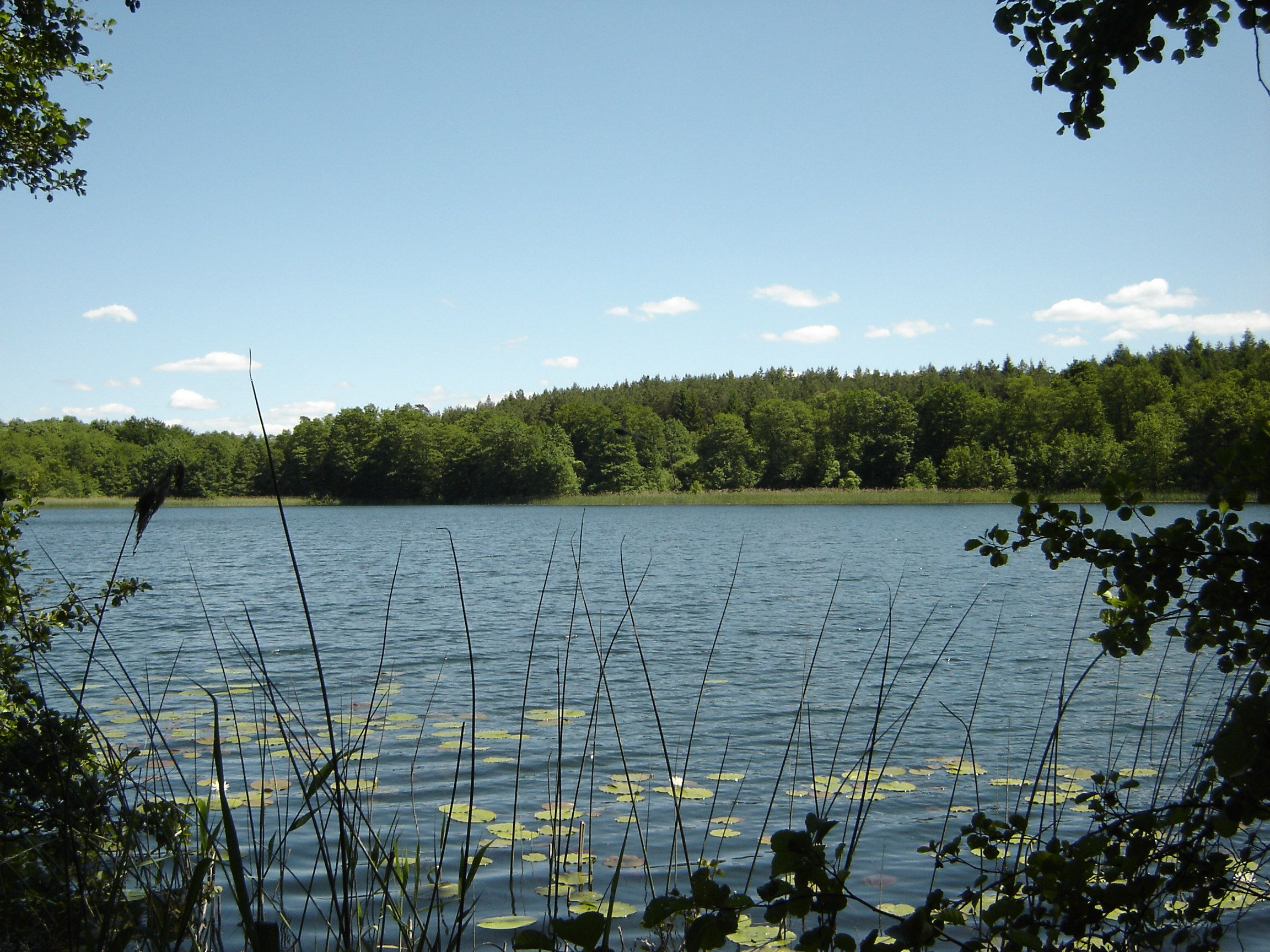

恩滕湖（德語：Entensee），是德國的湖泊，位於該國東北部，由梅克倫堡-前波美拉尼亞州負責管轄，處於路德維希斯盧斯特-帕爾希姆縣，長0.5公里、寬0.2公里，面積0.09平方公里，海拔高度39米，湖岸線長度1.2公里。